# فارست‌دیل (آلاباما)
فارست‌دیل (به انگلیسی: Forestdale) شهرکی در شهرستان جفرسون ایالت آلاباما است که مساحت آن ۱۷٫۷۷ کیلومترمربع است و در سرشماری سال ۲۰۱۰ میلادی، ۱۰٬۱۶۲ نفر جمعیت داشته و تراکم جمعیتی آن، ۵۷۱٫۸۶ در کیلومترمربع بوده است.